# 大众文艺出版社
大众文艺出版社是中华人民共和国的一家出版社，成立于1991年9月，社址位于北京市，是中国文学艺术界联合会直属出版机构。